# Tramlijn Nijmegen - Wamel
De Tramlijn Nijmegen - Wamel was een tramlijn in Gelderland tussen Nijmegen en Wamel.
De lijn werd aangelegd door de NV Stoomtram Maas en Waal en werd geopend in twee gedeeltes, van Nijmegen naar Druten op 8 maart 1902 en van Druten naar Wamel op 1 augustus 1902. De lijn heeft dienst gedaan tot 1934 waarna ze werd gesloten en opgebroken. 